# Adam Webster (Fußballspieler, 1980)
Adam Paul Webster (* 3. Juli 1980 in Leicester) ist ein ehemaliger englischer Fußballspieler.

## Karriere
Der als Stürmer aktive Webster wurde im Amateurfußball von Leicestershire vom Profiklub Notts County entdeckt und im Februar 1999 von Notts unter Vertrag genommen. In der Saison 1999/2000 wurde Webster zunächst zwei Mal in die Southern League verliehen, im September 1999 in die Premier Division an Grantham Town  und im Januar 2000 in die Division One West an Bedworth United. Kurz nach seiner Rückkehr aus Bedworth kam Webster unter Trainer Gary Brazil am 22. Januar 2000 in einem Drittligaspiel bei Scunthorpe United (Endstand 0:1) per später Einwechslung zu seinem Pflichtspieldebüt für Notts County. Weitere Einsätze schlossen sich aber nicht an und im März 2000 wurde er von Bedworth fest verpflichtet.
Im Dezember 2001 wechselte Webster nach wochenlangen Transferverhandlungen für eine Ablöse von £8000 zu Worcester City in die sechstklassige Southern League Premier Division. Bei Worcester wurde er von Trainer John Barton im Sturm als Nachfolger für den zu Dover Athletic gewechselten Phil Stant eingeplant. 2004 wurde der Klub Gründungsmitglied der Conference North. Ein Highlight seiner Zeit bei Worcester war die Teilnahme am FA Cup 2005/06, als Webster wesentlichen Anteil am Erreichen der zweiten Hauptrunde hatte. Webster war nicht nur beim 1:0-Sieg im Wiederholungsspiel in der ersten Hauptrunde gegen Chippenham Town als Torschütze erfolgreich, sondern hatte auch in den vorangegangenen drei Runden getroffen. In der zweiten Hauptrunde scheiterte das Team mit 0:1 vor über 4000 Zuschauern in der heimischen St George's Lane am Drittligisten Huddersfield Town, obwohl man die gesamte zweite Hälfte in Überzahl spielte. Einen seltenen Auftritt als Ersatzspieler hatte Webster im Februar 2008, als er eigentlich verletzt als Ersatztorhüter gegen Hucknall Town zum Spieltagsaufgebot gehörte. Nach 95 Toren in 256 Einsätzen verließ Webster Ende Februar 2008 Worcester und wechselte zum Ligakonkurrenten Hinckley United.
Obwohl er bei Hinckley nur noch an den letzten 11 Saisonspielen teilnahm, wurde er mit 8 Saisontoren klubintern bester Torschütze, eine Leistung, die er auch in den folgenden beiden Conference-North-Spielzeiten wiederholte (2008/09 17 Tore in 46 Einsätzen; 2009/10 22 Tore in 28 Einsätzen). In der Spielzeit 2009/10 gelangen Webster in zwei Partien jeweils vier Treffer: zunächst im Oktober bei einem 5:0-Erfolg über Cambridge City in der dritten Qualifikationsrunde des FA Cups 2009/10, für diese Leistung wurde er von der Football Association als „Spieler der Runde“ geehrt. Wenig später gelang die Qualifikation für die erste Hauptrunde des FA Cups, dort reichte ein Treffer von Webster gegen den Fünftligisten Rushden & Diamonds nicht zum Weiterkommen (Endstand 1:3). Einen Monat nach seinem ersten Viererpack wiederholte er das Kunststück bei einem 7:3-Erfolg über den AFC Fylde in der letzten Qualifikationsrunde der FA Trophy, in der ersten Hauptrunde des Wettbewerbs unterlag man dem Fünftligisten York City im Wiederholungsspiel. Nach insgesamt 29 Ligatoren in 71 Einsätzen wechselte Webster zur Saison 2010/11 innerhalb der Liga zu Corby Town. Bereits im März 2011 wurde sein Vertrag bei dem in finanzielle Schwierigkeiten geratenen Klub wieder aufgelöst, Webster hatte bis dahin drei Tore in 25 Saisoneinsätzen erzielt.